# 栄駅 (岡山県)
栄駅（さかええき）は、岡山県倉敷市水島東栄町にある、水島臨海鉄道水島本線の駅である。駅番号はMR6。

## 歴史
- 1960年代：栄町操車場を開設[2]。
- 1970年（昭和45年）4月1日：倉敷市交通局から施設譲受し、水島臨海鉄道の操車場となる。
- 1984年（昭和59年）2月29日：倉敷貨物ターミナルの整備に伴い、栄町操車場を廃止[2]。
- 1986年（昭和61年）3月3日：開業[1]。
- 1992年（平成4年）9月7日：高架化[3]。

## 駅構造
単式ホーム1面1線の高架駅。無人駅である。エレベーターが備わっている。なお、地上にはトイレも完備されている。
1984年（昭和59年）に廃止された栄町操車場の跡地に開設されたため駅構内は広く、1992年（平成4年）に高架化される以前の地上駅時代は相対式ホーム2面2線＋中線1線であり、列車はこの駅で行き違いを行っていた。

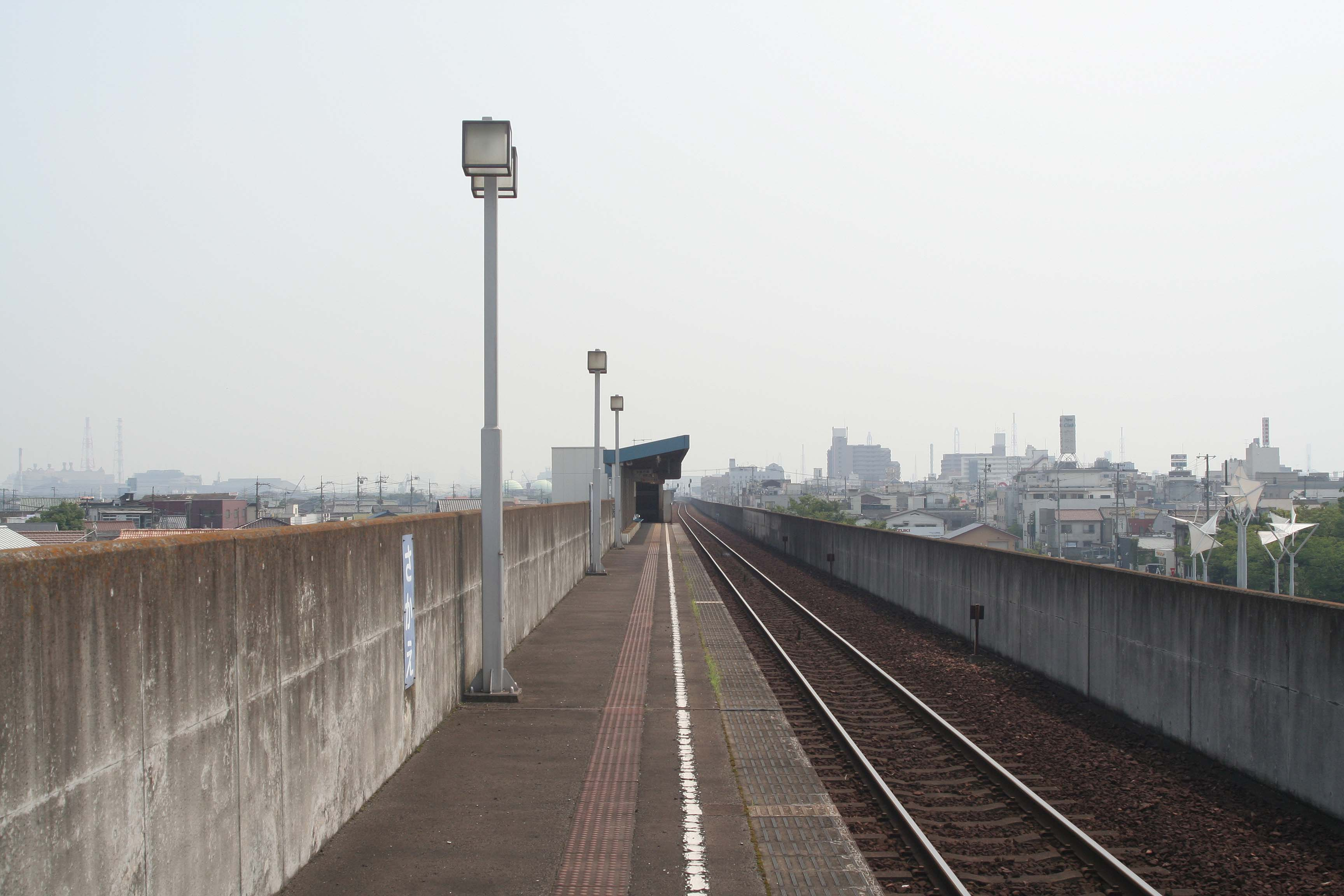
構内（2007年7月）

## 利用状況
1日平均乗車人員および乗降人員の推移は下記の通り。
| 年度   | 1日平均 乗車人員 | 1日平均 乗降人員 |
| ------ | ---------------- | ---------------- |
| 1999年 | 222              | 499              |
| 2000年 | 200              | 454              |
| 2001年 | 200              | 497              |
| 2002年 | 174              | 458              |
| 2003年 | 173              | 464              |
| 2004年 | 153              | 415              |
| 2005年 | 152              | 413              |
| 2006年 | 146              | 405              |
| 2007年 | 148              | 409              |
| 2008年 | 153              | 413              |
| 2009年 | 161              | 418              |
| 2010年 | 155              | 407              |
| 2011年 | 224              | 449              |
| 2012年 |                  |                  |
| 2013年 | 241              | 481              |
| 2014年 | 236              | 471              |
| 2015年 | 247              | 494              |
| 2016年 | 258              | 516              |
| 2017年 | 269              | 537              |
| 2018年 | 276              | 552              |
| 2019年 | 287              | 573              |
| 2020年 | 224              | 447              |
| 2021年 | 213              | 427              |
| 2022年 | 246              | 492              |

## 駅周辺
住宅地と商業地（会社など）がある。駅前には高架化事業を記念した彫刻モニュメントが設置されている。
- 水島臨海鉄道本社
- 倉敷市役所水島支所
- 倉敷市立水島図書館
- 水島郵便局
- 倉敷医療生活協同組合・水島協同病院
- 倉敷市立水島中学校
- 日本聖約キリスト教団水島聖約キリスト教会
- 岡山県道188号水島港線
- 古城池線（倉敷市道駅前古城池霞橋線）
- 水島彫刻通り[注 1]
- 八間川通り

駅北側にはパークアンドライド用の駐車場が7台分設けられている。

## 隣の駅
水島臨海鉄道
■水島本線
弥生駅（MR5） - 栄駅（MR6） - 常盤駅（MR7）